# برناردو أوكونور
برناردو أوكونور (بالإسبانية: Bernardo O'Connor)‏ هو عسكري إسباني، ولد في 1696، وتوفي في 1780.